# Lapos Föld mítosz

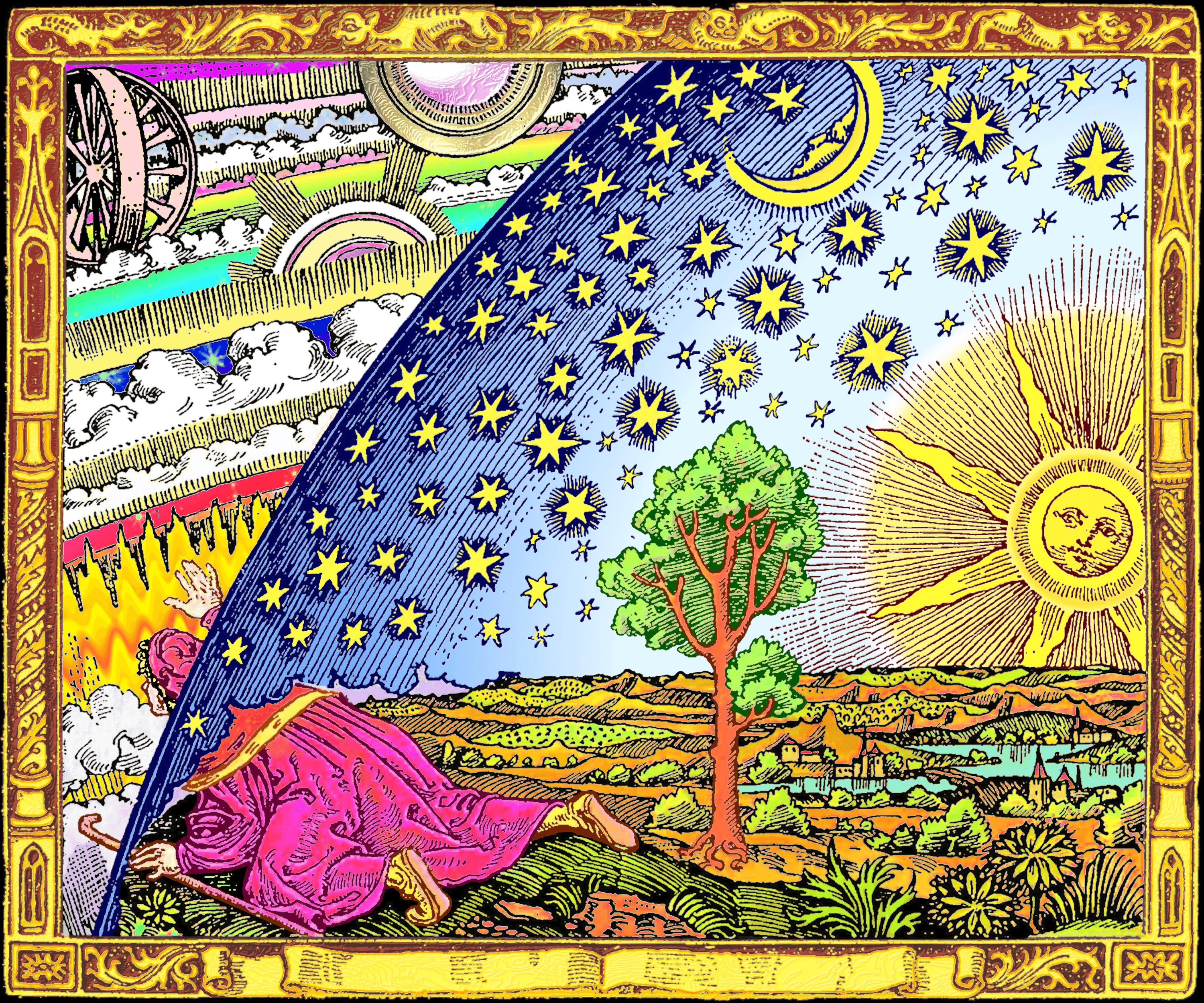
Flammarion 1888-as L'atmosphère: météorologie populaire c. könyvében (163. o.) található fekete-fehér fametszet kiszínezett változata

A lapos Föld mítosz egy gyakori történelmi tévhit, amely szerint a középkori Európában az emberek, köztük írástudók, nemesek és uralkodók azt hitték, hogy a Föld lapos. Később kibővült azzal a tévedéssel is, hogy a bolygó gömb alakját végül Kolumbusz Kristóf bizonyította be 1492-ben.

## A mítosz története
A bolygónk gömb alakjára vonatkozó legkorábbi egyértelműen dokumentált elképzelések az ókori görögöktől származik. Az ötletet Püthagorasz vagy valamelyik tanítványa tette szóvá. Platón a Timaiosz című dialógusában kategorikusan kijelentette, hogy a világ gömb alakban lett megalkotva, mert ez az a forma, ami minden más formát magában foglal. A korai középkorban Calcidius latin nyelvű fordítása által ismerték a görög filozófus e művét. Arisztotelész már megfigyelések alapján következtetett, miután látta, hogy holdfogyatkozáskor a Holdon a Föld árnyéka körív alakú. Az ide tartozó vizsgálódások valószínűleg régebbiek, mezopotámiai és egyiptomi eredetűek lehetnek. Kr. e. 3. században Eratoszthenész még a Föld kerületét is egész pontossággal számolta ki.
David C. Lindberg és Ronald L. Numbers tudománytörténészek rámutattak, hogy „alig volt olyan középkori keresztény tudós, aki ne fogadta volna el [a Föld] gömbölyűségét, sőt, még a hozzávetőleges kerületét is tudta volna”. Stephen J. Gould szerint „a tudósok között soha nem volt ‘laposföld-sötétség’ időszaka, függetlenül attól, hogy a széles nyilvánosság hogyan képzelte el a bolygónkat akkor és most. A gömbölyűséggel kapcsolatos görög tudás soha nem halványult el, és minden jelentős középkori tudós elfogadta a Föld gömbölyű voltát, mint a kozmológia megalapozott tényét.” Tudományos pályafutását középkor-kutatóként kezdő Umberto Eco úgy látta, „az interneten terjedő számos legenda ellenére a középkor minden tudósa jól tudta, hogy a Föld gömb alakú. […] De ugyanezen a véleményen volt Órigenész, és Szent Ambrus, Nagy Szent Albert és Aquinói Szent Tamás, Roger Bacon és Johannes de Sacrobosco.”

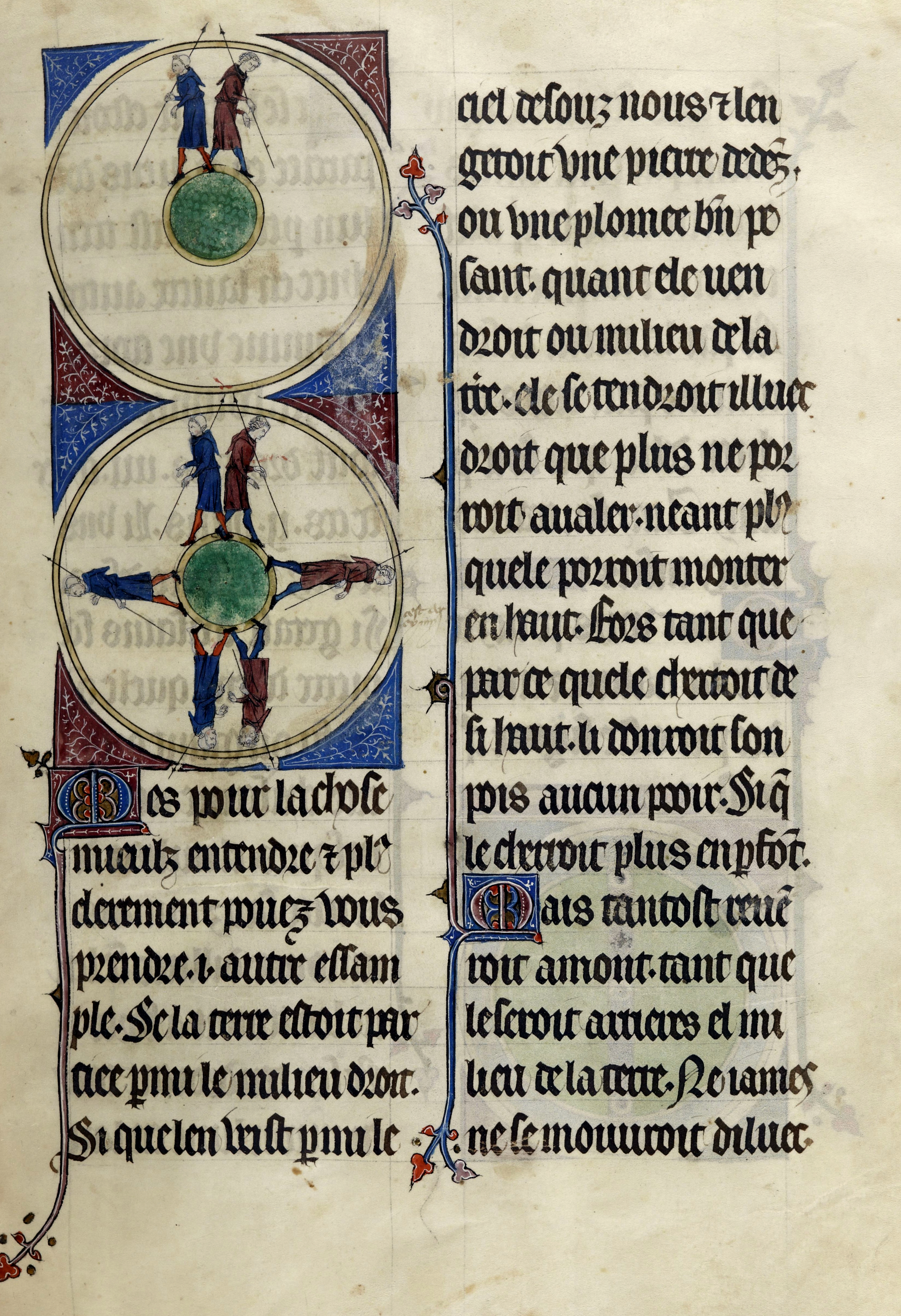
1246-os L'Image du monde c. középkori kéziratban lévő Föld-illusztráció. A gömbölyű bolygón két utazót látunk, az egyik nyugat felé, a másik kelet felé megy, végül túlsó oldalon találkoznak. Gautier de Metz katolikus pap és költő eredetijének 14. századi másolatából.

A 19. században, de már az előtte lévő két évszázadban is megfogalmazódtak hasonló vádak, gyökerezik az a téves elképzelés, hogy a Föld alakjának ismerete – kiváltképp az egyház miatt – elveszett a „sötét” középkorban, és csak Kolumbusz Kristóf első útja hozta vissza. A felfedezőt hallgató tudósok és főurak a bolygó méreteivel kapcsolatos (később tévesnek bizonyuló) számításait kérdőjelezték meg, és nem a Föld gömbszerűségét. Jeffrey Burton Russell középkorral foglalkozó történész, aki könyvet is írt a témával kapcsolatban, a legenda népszerűsítését Washington Irving, John William Draper és Andrew Dickson White munkáinak tulajdonítja. Irving 1828-as kitalált – de sokak által valódinak hitt – Kolumbusz-életrajzához, míg Draper és White esetében az általuk hangoztatott konfliktus-tézishez (a tudomány és a vallás örökös konfliktusa) kapcsolódik. Az evolúcióelmélet támogatói megpróbálták a teljes keresztény tradíció részének tulajdonítani a lapos Föld elgondolást. A mítosz 1870 és 1920 között virágzott leginkább, de utóhatása mind a mai napig kimutatható.

## Megjelenése és hatása

### Művészetben
- George Bernard Shaw drámájának (Szent Johanna, 1923) előszavából: „A középkorban az emberek laposnak hitték a Földet [...]”[13]
- George Gershwin dalában (They All Laughed, 1937) található sorok: „Mindannyian nevettek Kolumbusz Kristófon / Mikor kereknek mondta a világot”.[14] Ginger Rogers adja elő a Táncolj és szeress! (Shall We Dance) című musical filmben, de a szerzeményt olyan ismert előadók is feldolgozták, mint Ella Fitzgerald, Louis Armstrong, Bing Crosby vagy Frank Sinatra.
- A Bolondos dallamok rajzfilmsorozat egyik epizódjában (Hare We Go, 1951) Tapsi Hapsi segít Kolumbusznak bebizonyítani a Föld kerekségét, miután Katolikus Ferdinánd király, aki a bolygót laposnak tartja, egy heves vita után kirúgja a palotájából a neves felfedezőt.
- A Disney stúdió 18. egész estés rajzfilmjében (A kőbe szúrt kard, 1963) az időutazó Merlin elmagyarázza az ifjú Artúrnak, hogy az elkövetkező évszázadok során az emberiség fel fogja fedezni a Föld gömbölyűségét.
- Joseph Chiari 1979-es színdarabjában[15] Kolumbusz egy szerzetesi elöljáróval beszélgetve kijelenti, a Föld nem lapos, hanem kerek. A prior erre megkéri, ne mondjon ilyet. Az itáliai nem hallgat rá, igazságként közli és még rátesz egy lapáttal. A reakció: „Ne, ne mondd ezt; ez szentségtörés!”[16]
- A Men in Black – Sötét zsaruk c. mozifilmben a Tommy Lee Jones alakította K ügynök szerint „500 éve mindenki szentül hitte, hogy a Föld lapos”.[17]

### Ismeretközlésben és közéletben
- Az idők során számos tankönyvbe és enciklopédiába került bele a mítosz. Ötödikeseknek szánt 1983-as iskolai könyvből (America: Past and Present): „Sok európai még mindig azt gondolta, a világ lapos. Úgy vélték, Kolumbusz le fog zuhanni a Földről.” Nyolcadikosoknak szóló 1982-es munkából (We the People): „Azt hitte [az európai tengerész] ... hogy egy hajó csak addig hajózhat ki a tengerre, amíg le nem esik annak a széléről ... Európa népei ezer évvel ezelőtt keveset tudtak a világról.” Főiskolai hallgatóknak írt 1960-as kötet (A History of Civilization: Prehistory to 1715) arról tájékoztat, hogy a Föld kerekségének a tényét már az ókori görögök is tudták, de a középkorban elveszett az ismeret.[18]
- Daniel J. Boorstin történész az 1983-as The Discoverers: A History of Man's Search to Know His World and Himself című könyvének 14. fejezetében (A Flat Earth Returns) kigúnyolja a „keresztény földrajztudósok légióját”, amelynek tagjai a kora középkori bizánci laposföld-hívő Koszmasz Indikopleusztész útját követték. Valójában a különcnek nem voltak követői, műveit az egész középkorban figyelmen kívül hagyták vagy elutasították. Koszmasz első latinra fordítása is csak 1706-ban történt meg.[19]
- Donald R. Prothero geológus és paleontológus az ókor vége felé játszódó Agora c. filmmel kapcsolatos elmélkedésében megemlíti, „[...] vagy a keresztények elnyomják az eretnek elképzelést, hogy a Föld kerek, vagy hogy a Nap körül kering”.[20] A The Story of Evolution in 25 Discoveries könyvében pedig azt írja, „1543 előtt majdnem minden ember úgy gondolta, a Föld lapos és a világegyetem középpontjában van […]”.[21] 1543-as évszámmal Kopernikusz fő művére, a De revolutionibus orbium coelestium megjelenésére utal.
- Thomas Groome, a Boston College teológia professzora és volt pap szerint „a Katolikus Egyház soha nem mondta, hogy a Föld kerek, csak abbahagyta laposnak mondani”.[22]
- Tudományos ismeretterjesztéssel aktívan foglalkozó Neil deGrasse Tyson 2016-ban vitába keveredett a laposföld-hívő B.o.B. nevű rapperrel az egyik közösségi oldalon. Tyson szerint a zenész 500 évet fejlődött vissza az érvelésében. Miután felhívták a figyelmét arra, hogy a Föld alakjának ismerete ennél régebbre nyúlik vissza, a neves asztrofizikus ezt válaszolta: „Igen. Ókori Görögország – holdfogyatkozások idején a Föld árnyékából következtettek. De ez elveszett a sötét középkorban.”[23][24]

## Fordítás
- Ez a szócikk részben vagy egészben  a   Myth of the flat Earth című angol Wikipédia-szócikk ezen változatának fordításán alapul.  Az eredeti cikk szerkesztőit annak laptörténete sorolja fel. Ez a jelzés csupán a megfogalmazás eredetét és a szerzői jogokat jelzi, nem szolgál a cikkben szereplő információk forrásmegjelöléseként.